# シュミット数
シュミット数（シュミットすう、英: Schmidt number）は、流体の動粘度と拡散係数の比を表す無次元量であり、伝熱現象におけるプラントル数に対応する物性値である。
{\displaystyle Sc={\frac {\nu }{D}}={\frac {\eta }{\rho D}}}
- ν : 動粘度 [m2/s]
- D : 拡散係数 [m2/s]
- η : 粘度 [Pa s]
- ρ : 密度 [kg/m3]

気体のシュミット数はおよそ0.2から5程度、液体の場合は103から104程度の値をとる。
境膜物質移動係数（及びそれを無次元化したシャーウッド数）は、シュミット数、レイノルズ数及びグラスホフ数の関数として表されることが知られており、種々の半経験式が報告されている。